# Falske Dmitrij

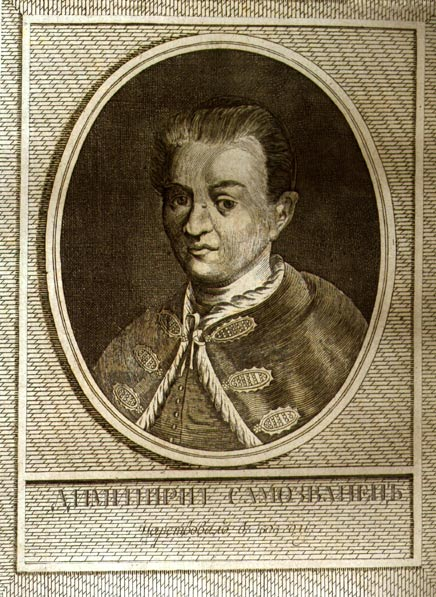
Falske Dmitrij

Falske Dmitrij I av Ryssland, död 17 maj 1606, rysk tsar 21 juli 1605-17 maj 1606, var en av tre bedragare som utgav sig för att vara Ivan IV:s, möjligen på Boris Godunovs anstiftan, mördade son Dmitrij.

## Den förste Dmitrij
Denne Dmitrij dök upp i Moskva omkring 1600, och verkar ha stått i förbindelse med det polska sändebudet Lew Sapieha. Efter att ha efterlysts av regeringen flydde han till Litauen, där han omkring 1602 "röjde sin höga börd" och vann tilltro och stöd inom vissa magnatkretsar. 
Han fick bland annat stöd av fursten Michał Wiśniowiecki, som förde tronpretendenten till vojvoden Jerzy Mniszech. Dmitrij lovade guld och gröna skogar om Mniszech och andra likasinnade ville hjälpa honom att återfå "sitt fädernearv". Mniszech förlovade honom därpå med sin dotter Marina och värvade anhängare – i Polen var det inte svårt att få sådana bland alla kringdrivande lediga landsknektar.
Dmitrij antog i hemlighet den katolska läran för att förvissa sig om skydd från polskt-katolskt håll. I Vatikanens arkiv upptäcktes långt senare hans egenhändigt skrivna brev på polska till påven år 1603, i vilket han betygar sin hängivenhet och ber att hans övergång till den katolska tron ska hemlighållas så att hans ortodoxa undersåtar inte ska bli oroliga. På detta sätt försäkrade han sig om öppet skydd eller tyst överseende.
Sigismund III, som såg hans politiska betydelse, lät 1604 kalla honom till Krakow, där han tillät honom och hans vänner värva trupper och ställde penningmedel till hans förfogande. Även den påvlige nuntien Claudio Rangoni och jesuitorden stödde Dmitrij, som i april 1604 övergått till katolicismen, då de hoppades att omvända Ryssland.
I oktober 1604 gick han med 4.000 man (kosacker, litauer och polacker) över ryska gränsen och hälsades med jubel av befolkningen som både var  missnöjd med Boris och väl förberedd på den "rättmätige tsarens" ankomst. Fästningar och städer öppnade sina portar, vojvoder och andra stormän förklarade sig stödja honom, utsända regeringstrupper gick över på hans sida, och hans trupper växte oupphörligt. Med Boris död i april 1605 var Dmitrijs seger given, och 20 juni 1605 höll han sitt intåg i Moskva. Erkänd av Marja Nagaja och "igenkänd" av personer, som sett den verklige Dmitrij, syntes han höjd över alla misstankar och kröntes 21 juli till tsar.
Som sådan regerade han med klokhet och kraft, och uppträdde som reformator i västerländsk anda, försökte hävda sin självständighet gentemot Polen och planerade ett förbund mellan Ryssland, Polen, Venedig och påven mot turkarna. Genom sin reformiver och benägenhet att omge sig med utlänningar och hävdande av enväldesstyret råkade han dock i konflikt med bojarerna och den ryska adeln, och då han genom giftermål med en polsk och romersk-katolsk vojvoddotter, Marina Mniszek 8 maj 1606 förlorat sitt folkliga stöd, var hans öde beseglat. 17 maj föll han offer för ett av bojarerna anstiftat upplopp, varpå konspirationens ledare, Vasiliij Sjujskij, utropades till tsar.
Vem Dmitrij egentligen var, är en olöst gåta. Han var inte, som motståndarna påstått, identisk med den förrymde munken Grigorij Bogdanov Otrepiev, även om han möjligen under sin flykt uppträtt under dennes namn. Det är inte heller troligt att han som föreslagits var illegitim son till den polske kungen Stefan Batory. Möjligen var han istället illegitim son till Ivan IV, och det har inte ansetts helt omöjligt att han verkligen var den Dmitrij han utgav sig för att vara. På språklig väg har man ansett sig kunna påvisa att han var av storryskt ursprung.

## Den andre Dmitrij
Näste falske Dmitrij, Skälmen från Tusjino, dök upp i augusti 1607 i Starodub Severskij och var sannolikt en lägre kyrkotjänare. Med en här av kosacker, polacker och andra besegrade han Vasilij IVs trupper och belägrade Moskva. Marina erkände honom som sin gemål. Tsaren fick dock svensk hjälp, och Sigismund, som först understött honom övergav nu honom och startade ett eget krig mot Ryssland. En kontrarevolutionär rörelse började sprida sig inom landet och Dmitrij måste i januari 1610 fly till Kaluga där han i december samma år mördades av en tatar i sin egen här.

## Den tredje Dmitrij
Den tredje falske Dmitrij, djaken Isidor, dök upp i mars 1611. Han stod i förbindelse med de svenska trupperna utan att direkt understödjas av dem. Han började sitt uppror i Ivangorod och gjorde sig till herre i Pskovdistriktet och erkändes av föregångarens kosacktrupper men råkade i augusti i konflikt med den svenska styrelsen i Novgorod och blev genom en reaktionär kupp i sin residensstad Pskov definitivt oskadliggjord. I juni 1612 fördes han fängslad till Moskva och blev där avrättad.

## Fler Dmitrij
Den fjärde falske Dmitrij uppträdde ungefär samtidigt i Astrachan, och en femte, som skall ha varit son till den förste, uppehöll sig på 1640-talet hos Vladislav IV i Polen och efter dennes död i Sverige men greps 1648 i Holstein, utlämnades till tsar Alexej och ströps.